# بازلی کرادر
فرانسیس بازلی کرادر جونیور (انگلیسی: Francis Bosley Crowther Jr.؛ ۱۳ ژوئیهٔ ۱۹۰۵ – ۷ مارس ۱۹۸۱) روزنامه‌نگار و نویسنده آمریکایی بود که به‌مدت ۲۷ سال به‌عنوان منتقد فیلم در نیویورک تایمز فعالیت کرد. کار او به شکل‌گیری حرفهٔ بسیاری از بازیگران، کارگردانان و فیلم‌نامه‌نویسان کمک کرد، گرچه که نقدهای او برخی اوقات، جدی تلقی می‌شدند. کرادر در دهه‌های ۱۹۵۰ و ۱۹۶۰ طرفدار فیلم‌های خارجی زبان، به‌ویژه فیلم‌های روبرتو روسلینی، ویتوریو دسیکا، اینگمار برگمان و فدریکو فلینی بود.